# 市南区
市南区是位于中华人民共和国山东省青岛市的一个市辖区，位于青岛市区南部。西起台西半岛的团岛与黄岛区的薛家岛和黄岛隔胶州湾相望，东至麦岛与崂山区毗邻，北与市北区相接，南面濒临黄海，沿岸是逶迤曲回的礁石和沙滩。辖区东西长12.7公里，南北最宽处4.8公里。市南区是青岛市的政治、文化、金融中心，中共青岛市委、青岛市人民政府、青岛标志性景观——栈桥、小青岛、五四广场的所在地，以“红瓦绿树”、“欧陆风情”成为著名的海滨游览胜地。區人民政府駐宁夏路286号。
现在的市南区由原市南区和原台西区南部合并而来。市南区历来是青岛的行政中心所在，德国租借时期，总督府设在市南区中西部的沂水路、青岛路交汇处，此后历经日本殖民统治时期、北洋政府时期、南京国民政府时期，直到1992年，全市性的行政、司法机构都集中分布在这一区域。1992年，青岛市开发东部新城区，将市政府、中级法院等机构均搬迁至市南区东部的香港中路以及崂山区西部附近。东部新城区范围为市南区太平角起向东至崂山区石老人。
市南区是青岛最著名的海滨游览胜地。市南区辖区内的海滨全部位于中国的国家级风景区“青岛海滨风景区”范围之内，并构成整个的主体，占据青岛市的53个旅游景点中的46个。著名的栈桥、八大关等海滨景区均位于市南区境内。其风光的主要特色，在于大海、沙滩、山丘、海岛的自然风光，与造型别致、色彩绚丽的欧洲风格的建筑相映生辉。

## 历史
青岛是在1897年德国占领之后，才开始形成城市。但是在此之前的明洪武二十一年（1388年），就在市南区东部设立了海防军事城堡浮山所，隶属于鳌山卫。此后，来自其他地区（如云南或山西）的移民陆续移居到今市南区辖区内，形成青岛村、会前村等一批村庄。

## 人口
青岛市第七次全国人口普查公报显示市南区常住人口为486643人，男性人口占比48.71%，女性人口占比51.29%，年龄结构中0-14岁占比13.24%，15-59岁占比60.84%，60岁以上占比25.92%，65岁以上占比18.64%。

## 行政区划
市南区下辖14个街道，分别为：香港中路街道、八大峡街道、台西街道、云南路街道、中山路街道、观海路街道、江苏路街道、金口路街道、八大关街道、湛山街道、金湖路街道、八大湖街道、金门路街道、珠海路街道。
2004年6月之后，实行部分街道办事处合署办公和撤并，现实际履职街道办数量为11个，分别为：香港中路、八大峡（与台西合署）、云南路、中山路（与观海路合署）、江苏路（金口路的一部分社区并入）、八大关（金口路的一部分社区并入）、湛山、金湖路、八大湖、金门路、珠海路。
2017年12月，为加强城市管理和社区公共服务，转变街道职能深化社区管理体制，结合社区居委会换届选举工作，全区社区由65个调整为50个。

## 政治
| 机构     | · 中国共产党 · 市南区委员会 | 市南区人民代表大会 常务委员会 | 市南区人民政府    | · 中国人民政治协商会议 · 市南区委员会 |
| 职务     | 书记                        | 主任                          | 区长              | 主席                                  |
| -------- | --------------------------- | ----------------------------- | ----------------- | ------------------------------------- |
| 姓名     | 王锋                        | 张忠                          | 刘存东            | 管寿果                                |
| 籍贯     | 山东省烟台市蓬莱区          | 山东省青岛市黄岛区            | 山东省青岛市      |                                       |
| 出生日期 | 1976年10月（48歲）          | 1967年10月（57歲）            | 1975年4月（49歲） | 1966年2月（59歲）                     |
| 就任日期 | 2022年1月                   | 2022年2月                     | 2022年1月         | 2022年2月                             |

## 对外关系

### 友好城区
- 德国巴登－符腾堡州弗莱堡 (2012年10月29日)
- 希腊色萨利大区沃洛斯 (2019年9月17日)

### 友好合作关系城区
- 全州市德津区 (2006年5月8日)
- 仁川广域市中区 (2006年8月18日)
- 德国巴登－符腾堡州弗莱堡 (2009年8月20日)

1. ↑  国务院第七次全国人口普查领导小组办公室. . 北京市: 中国统计出版社. 2022-07. ISBN 978-7-5037-9772-9. Wikidata Q130368174 （中文）.
2. ↑  . 凤凰网青岛. 2022-02-01  [2023-10-21].
3. ↑  微市南. . 观海新闻. 2022-02-27  [2023-10-21].
4. ↑  半岛网. . 搜狐. 2022-01-30  [2023-10-21].
5. ↑  市南融媒. . 澎湃新闻. 2022-02-28  [2023-10-21].